# Ferdinand Magellan
Ferdinand Magellan (blev født ca. 1480 i Sabrosa i Portugal, døde 27. april 1521; portugisisk: Fernão de Magalhães; spansk: Fernando de Magallanes) var en portugisisk søfarer, som sejlede under spansk flag. Han sejlede 1. november 1520 som den første europæer syd om Sydamerika via en passage, som blev opkaldt efter ham som Magellanstrædet, og nåede Stillehavet, som han navngav. Magellan blev dræbt i Slaget ved Mactan (en) i Filippinerne den 27. april 1521. 

## Barndom og ungdom
Fernão de Magalhães var søn af byens borgmester Rodrigo de Magalhães. Fernão voksede op ved det portugisiske hof, hvor han lærte astronomi og søfartskundskab. I denne periode fandt mange søfartsrejser sted, og søfareren Vasco da Gama havde lige fundet søvejen til Indien i maj 1498.

## Første rejse til Indien
Han drog ud på sin første store rejse, da han deltog i en ekspedition til Indien i 1505, da Francisco de Almeida skulle indsættes som vicekonge for den portugisiske koloni i Indien. Han blev i den portugisiske flåde i Det Indiske Ocean i ni år. Der deltog han i slaget ved Diu i 1509. Kampen førte til Portugals endelige sejr over den indisk-arabiske flåde og til portugisisk kontrol over Det Indiske Ocean. Magellan kom til Malakka i 1511. Han købte en malaysisk slave, som siden altid fulgte ham. Magellan steg i rang og opnåede efterhånden position som kaptajn. Han var imidlertid i konflikt med de portugisiske myndigheder og blev sendt tilbage til Portugal i 1514. 

## I spansk tjeneste
Magellan ankom til Spanien og tilbød sine tjenester til de spanske myndigheder. Da den unge kong Karl I overtog regeringen i landet i 1516, præsenterede Magellan kongen for et tilbud om at rejse til de nyopdagede og eftertragtede Krydderiøerne (Molukkerne) vestpå, da de portugisiske kort viste, at det var muligt at sejle forbi det nyopdagede Amerika gennem en passage. Tordesillas-aftalen gav de portugisiske enerettigheder til alle nye lande øst for 50 grader vestlig længde og dermed al skibstrafik til disse områder. Men en rejse vestpå kunne portugiserne ikke forhindre spanierne i at gennemføre (den samme traktat havde givet alt land vest for den samme linje til Spanien), og Magellan rejste tvivl om hvorvidt Krydderøerne på den modsatte side af Jorden var på spansk eller portugisisk side af den forlængede skillelinje (130 grader østlig længde). Magellan fandt betydningsfulde støtter for gennemførelsen af planen, blandt andre astronomen Ruy Faleiro, lederen af et vigtigt handelshus, og kardinalen Juan Rodríguez de Fonseca. Kongen var interesseret, og den 22. marts 1518 undertegnede Magellan i Valladolid en aftale med Karl I om at få stillet fem skibe til rådighed for en rejse til Stillehavet. Hvis rejsen lykkedes, skulle Magellan og Ruy Faleiro tjene en femtedel af overskuddet. Deres familier fik tilladelse til at udpege guvernøren i nyopdagede områder. Endvidere blev det lovet, at ingen anden person skulle få ret til at foretage samme rejse i de følgende ti år. Rejsen blev overvejende bekostet af den spanske krone og rederiet Cristobal de Haro. 
Den 10. august 1519 begyndte rejsen i Sanlúcar de Barrameda med en flåde bestående af følgende skibe:
- Trinidad, 120 ton, 55 mands besætning, kaptajn: Ferdinand Magellan
- San Antonio, 130 ton, 60 mands besætning, kaptajn: Juan de Cartagena
- Concepción, 90 ton, 45 mands besætning, kaptajn: Gaspar de Quesada
- Victoria, 90 ton, 42 mands besætning, kaptajn: Luis de Mendoza
- Santiago, 60 ton, 32 mands besætning, kaptajn: Juan Serrano

## Langs Sydamerikas kyst
Skibene nåede Brasiliens kyster og stoppede i Rio de Janeiro-bugten. Derefter sejlede de videre, indtil de nåede den dybe bugt kaldet Rio de la Plata. Her var Magellan efter den passage, han vidste, var afmærket på portugisiske kort (som i øvrigt var hemmelige og velbevogtede i eget arkiv). Men kartograferne, der havde markeret denne passage ved 35 grader syd, havde taget fejl. Magellans skibe endte med at sejle op ad to store floder, som vi i dag kender som floderne Paraná og Uruguay. I over to uger forsøgte han forgæves at finde "passagen". Men Magellan gav ikke op. Han fortsatte med sin flåde længere sydpå og håbede at finde en anden passage og søgte i alle bugterne, hvilke der er mange af på Patagoniens kyst.
Magellan kom så langt sydpå, at han var ved den yderste ende af sydspidsen i Sydamerika. Men det nærmede sig vinteren på den sydlige halvkugle, vejret var dårligt og havet i oprør. Det var umuligt at fortsætte. Magellan besluttede, at ekspeditionen skulle vende om og finde et mere beskyttet sted længere nordpå ved kysten. Landet syntes ubeboet, men de opdagede nogle store fodspor i sandet, og de kaldte landet Patagonia (landet med de store fødder). Noget senere mødte de en af kæmperne, han var så høj, at medlemmerne af ekspeditionen kun nåede ham til livet. Men kæmpen var fredelig, fulgte dem til lejren og lod sig beværte og modtog gaver. Det er rapporteret som et kuriosum, at da han fik et spejl, blev han chokeret over det, han så i det.
Under afventningen på forårets komme var der lidt føde at finde, og besætningen måtte leve på reducerede rationer. Det var trange kår, besætningen klagede og ønskede at rejse hjem. Til sidst udbrød der oprør på to af skibene. Oprøret blev bekæmpet. Magellan, flådens admiral, henrettede de to kaptajner, satte nogen i gabestok i et stykke tid og efterlod to mænd på en øde ø. Men Magellan gjorde dette som en advarsel, han havde brug for den besætning, han havde.
Efter et stykke tid blev et af skibene sendt sydpå til rekognoscering. Skibet gik på grund og forliste, men besætningen formåede at bjerge sig i land. To af mændene formåede at vende tilbage til ekspeditionens vinterlejr over land, og efterfølgende blev resten af besætningen også afhentet. Magellan valgte at vente lidt, inden ekspeditionen rejste ud. Da han endelig beordrede at bryde op og fortsætte rejsen, blev besætningen fra det tabte skib fordelt på de resterende fire skibe.

## Magellanstrædet
Det var blevet oktober 1520, da Magellan fortsatte med at lede efter passagen. Den 21. oktober fandt han den eftersøgte passage. Passagen var som en labyrint fuld af bugte, vige og fjorde. Der var mange steder, hvor det var let at vælge forkert. Om natten, når skibene lå for anker, kunne de se flammende lys fra land, så landet blev kaldt Ildlandet (det hedder det i dag). Lyset var skinnet fra de lokale indbyggeres ildsteder. Det tog 38 dage at sejle gennem passagen. I dag kaldes denne farlige strækning for Magellanstrædet.
Da de kom igennem den udmattende labyrint, åbnede der sig et hav foran dem. Det var godt vejr, havet lå stille og skinnende, og de kaldte det Stillehavet. Men det var kun tre af de fire tilbageværende skibe, der fortsatte rejsen. Det bedste skib i flåden, som undervejs i strædet var blevet sendt ud for at undersøge en fjord, dukkede aldrig op igen. Skibet havde vendt om og sat kursen tilbage mod Spanien. 

## Stillehavet besejles
Ud over dette tab var der et andet problem. Magellan havde opdaget, at han havde modtaget færre forsyninger, end han havde bestilt, og der var registreret som lastet om bord. Han var blevet narret i Spanien. Ikke desto mindre valgte Magellan at fortsætte. Den 28. november 1520 sejlede han med 200 mand ud for at krydse Stillehavet. Han planlagde at krydse Stillehavet i løbet af et par uger og satsede på at klare sig med de begrænsede madrationer. Men turen over Stillehavet skulle tage over 100 dage. Besætningen havde til sidst ingen mad eller ferskvand tilbage. Antonio Pigafetta var en af deltagerne i ekspeditionen, en italiensk rival og eventyrer, der betalte for at deltage. I sin dagbog skriver han, at de skulle spise skibbrudne skibskavringer (beskøjter), som var fulde af orm. Rotter blev så eftertragtede, at fangede dyr kunne sælges til en halv gulddukat. De måtte også ty til savsmuld og læderstykker gennemblødt i vand. Mange fik skørbug og døde. Før man opdagede forbindelsen mellem skørbug og manglen på adgang til frugt og grøntsager, var sygdommen udbredt om bord på langdistancefartøjer.

## Opholdet på Guam
Den valgte rute var så uheldig, som den kunne være. Skibene sejlede forbi de fleste af Stillehavsøerne, uden at besætningen så dem, da øerne lå under horisonten syd for dem. Men endelig, den 6. marts 1521 så de landet. De kom til øen, som i dag hedder Guam, vest for Stillehavet. Her gik de i land og mødte øens befolkning, som var venlig og gav de udsultede mad. Men fra skibene stjal de alt, hvad de kunne finde, både tovværk og robåde. Der udviklede sig hurtigt en fjendtlig stemning mellem øboerne og sejlere, og Magellan forlod hurtigt øen, som han kaldte Tyveøen, efter først at have nedbrændt den nærmeste landsby og tømme landsbyens lagre for forsyninger til den videre rejse.

## Opholdet på Filippinerne og Magellans død
Den 16. marts 1521 ankom de til Filippinerne. De var nu 150 mand tilbage. 50 mænd døde af skørbug. Magellans tjener, som Magellan havde købt som slave på sin rejse til Malakka og navngivet Enrique, var malaj og kunne triumferende fortælle, at han kunne kommunikere med dem. Malajisk var regionens handelssprog. Kaptajnen indså, at Krydderiøerne ikke kunne være langt væk. Etter et kort ophold på en af øerne øst for Filippinerne, sejlede Magellan i øhavet i en sydlig retning, og gik i land på øen Cebu. Rajah Humabon, der var hersker over Cebu, hilste sejlerne velkommen, og der var et venskab mellem ham og Magellan. Rajahen blev præsenteret for den kristne gud, og som et tegn på hans venskab og tillid til det nyankomne lod han sig selv og hele familien omvende og døbe. Men så måtte Magellan også gøre noget for venskabet.
Rajahen i Cebu var i krig med chef Lapu-Lapu på naboøen Mactan, og Magellan blev bedt om at hjælpe. Magellan gav tilsagn herom sikker på, at spaniernes rustning ville beskytte dem, og at deres skydevåben hurtigt ville få fjenden til at flygte. Men det viste sig ikke at være tilfældet. Hvor de forsøgte at gå i land, var der lavvandet, og skibet med væbnede spanioler kunne ikke sejle hele vejen ind til land. De var nødt til at pakke meget i tung rustning i bådene, og før de var nået i land, mødte de en masse frygtløse krigere, som ikke lod sig skræmme af de fremmede med de bragende våben. Under tilbagetrækningen blev otte af spanierne hugget ned og dræbt, blandt dem Magellan selv. Lapu-Lapu er senere blevet gjort til Filippinernes nationale helt.
Tilbage på Cebu blev Sebastian del Cano valgt til ny kaptajn for ekspeditionen. Men situationen var kritisk, og ekspeditionsmedlemmerne spekulerede på, hvad de skulle gøre nu. Fiaskoen mod Cebus fjender førte til, at venskabet mellem Rajahen i Cebu og de tilbageværende spanierne afkøledes. Rajahen vendte sig væk fra kristendommen, da de hvides magt ikke var guddommelig. Magellan havde i sit testamente erklæret, at hans malajiske slave Enrique ville blive givet frihed, når han døde, men han blev anset som så vigtigt som tolk, at del Cano stadig ikke ville sætte ham fri. Enrique allierede sig med Rajah Humabon, og 30 af spanierne blev lokket i en fælde. De blev inviteret til en fest i land, og Enrique var som sædvanlig med som "tolk". Men under festen blev alle spanierne myrdet, og Enrique forsvandt. De resterende spaniere indså, at det var tid til at forlade Cebu, hvor de ikke længere var ønskede. Der var nu så få mennesker tilbage, at de blev samlet på to af skibene, og det skib, der var i værst stand, blev brændt.

## Til Brunei og Krydderøerne
Nu fortsatte de de to skibe tilbage under ledelse af Del Cano mod vest. De anskaffede sig lodser, der førte dem til Brunei på Borneo. De blev hilst velkommen af sultanen af Brunei, som overvældede del Cano og hans mænd med deres rigdom og vidunderligt dekorerede parade-elefanter. De købte store mængder af krydderier. De erfarede, at Molukkerne lå sydøst for dem, og efter en sejlads i den angivne retning nåede de endelig deres mål. De landede i Tidore på Molukkerne.
Sultanen af Tidore var i strid med sultanen i Ternate, hvor portugiserne havde deres handelsstation. Derfor kunne de føle sig helt sikre. Skibene var fyldt med krydderier, hvilket ville give dem og den spanske konge store overskud, hvis skibene kom tilbage til Spanien.

## Hjemrejse
Rejsens mål blev nået. Men hvordan ekspeditionen skulle vende tilbage til Spanien stod ikke klart. Del Cano ville fortsætte vest over rundt om Afrika til Spanien. Del Cano satte kursen vest over det sydlige Indiske Ocean for at undgå portugiserne i den nordlige del af havet. På Natalkysten i Sydafrika gik de til land for at få forsyninger. Her er fundet en mindesten rejst af del Cano. Langs Afrikas vestkyst holdt de deres øjne åbne for at undgå portugisiske skibe og holdt sig langt væk, så snart de så nogen. De nåede Cape Verde-øerne som det sidste stop før Spanien uden at blive opdaget. Men der var det nær gået galt. Der udgav de sig for at komme fra Amerika. Men en af besætningen betalte for drikkevarer på land med en pose med krydderier, og de portugisiske mistanker blev vakt og manden blev arresteret. Havnenes toldvæsen medførte en øjeblikkelig inspektion af lasten ombord på skibet. Men besætningen ombord blev advaret og kastede los, før båden med toldere ankom, og skibet slap væk i sidste øjeblik. Del Cano måtte forlade 13 mænd, som ikke kom tilbage til skibet i tide.
Det andet skib var i så dårlig stand, at det måtte efterlades for at reparere lækager. Kaptajnen troede, at det ville være lettere at sejle tilbage over Stillehavet via Magellanstrædet og tilbage til Spanien. De blev enige om at sejle hver sin vej. Del Cano sejlede afsted med 60 mænd længere vestpå over Det Indiske Ocean, omkring Kap det gode Håb og op langs Vestafrikas kyst tilbage til Spanien. Skibet, der vendte om, sejlede ret langt nord for at finde gunstige vinde og havstrømme og kom helt op til Japans kyst, før de måtte give op. Den kontinuerlige modvind tvang besætningen til at vende om og sejle tilbage til Krydderiøerne. Denne gang var de ikke så heldige. De blev opdaget af portugiserne og fanget. Det lykkedes kun for fire af skibets 55 mænd at vende tilbage til Spanien i 1525.

## Hjemkomst
Den 6. september 1522 vendte Victoria tilbage til Spanien. Ombord var der kun 18 mænd tilbage af de 260-280, der havde rejst ud. Af de 60, der havde fulgt Cano fra Krydderiøerne, døde 29 mænd af skørbug, mens 13 forblev som fanger på Cape Verde-øerne. Blandt de 18 tilbagevendte var også Pigafetta med sine optegnelser. Men det var ikke hans dagbogsnotater, der gjorde rejsen berømt i eftertiden. De overlevende blev grundigt interviewet af en kongelig notarius, og den rapport, der senere blev offentliggjort, vakte stor opmærksomhed. Pigafettas dagbog blev først genopdaget i nyere tid og udgivet i bogform, herunder oversat til andre sprog.
Turen havde taget tre år. Juan Sebastián Elcano og hans mænd blev hyldet som helte, og Ferdinand Magellan var næsten glemt. De krydderier, som de bragte med dem, var så meget værd, at det var nok til at dække alle udgifterne til hele ekspeditionen, og selv derefter var der et solidt overskud. Men besætningen blev dårligt betalt - kun del Cano blev godt belønnet. Han blev adlet og fik sit eget våbenskjold, hvor hans rejse rundt om jorden blev hædret.

## Efterspil
I 1525 udsendte Karl I en ny og større ekspedition for at følge den samme vej, som Magellan havde taget over Stillehavet. Men denne ekspedition lykkedes ikke: mange skibe sank, og de resterende blev taget i forvaring, så snart de nåede Molukkerne i 1526. Efter langvarige forhandlinger mellem Spanien og Portugal frasagde Spanien sig alle rettigheder til Krydderiøerne i 1529, og de tilfangetagne spaniere blev til sidst løsladt og sendt hjem. De få overlevende kom hjem efter mange lidelser ombord på portugisiske skibe i 1532-33.
Filippinerne, som portugiserne ikke anså som noget af værdi, fik Spanien lov til at beholde. Øerne blev besøgt igen i 1544 og først koloniseret i 1565 og da navngivet Filippinerne efter den daværende spanske kong Philip II. Øgruppen, som spanierne beholdt indtil 1898, blev et vigtigt knudepunkt for handel mellem spanierne og kineserne, der kom til fra nordvest og tilbød porcelæn og silke i bytte for Mexicos sølv. En handelsrute blev etableret over Stillehavet mellem Mexicos havneby Acapulco og den nye koloni Manila i den nordlige del af Filippinerne. Manila opnåede hurtigt en stor befolkning af kinesiske købmænd, der falbød deres varer. Store mængder sølv blev sendt vestpå, mens silke og porcelæn vendte tilbage til Mexico fra vest. Sejlturen gennem Magellanstrædet var for lang og risikabel. Varer fra Kina, der skulle til Spanien, blev transporteret over land til den Mexicanske bugt og transporteret videre over Atlanterhavet derfra. Magellans ideer blev forladt, men Magellans og Del Canos rejse var en præstation, som der skulle gå mere end 50 år før nogen andre gjorde efter (Francis Drakes rejse 1577-1580). Og det var verdens første jordomsejling.